# MV Asterix
MV Asterix (IMO 9348182, MMSI 316030879) je pomocná zásobovací loď kanadského královského námořnictva vzniklá přestavbou civilní kontejnerové lodě. Slouží jako dočasná náhrada za vyřazenou třídu Protecteur. Mezi její hlavní úkoly patří zásobování válečných lodí (palivem, municí, vodou, potravinami, náhradními díly atd.) a nasazení při humanitárních misích. Je to první velká kanadská válečná loď postavená v posledních 20 letech. Zároveň to je největší válečná loď dodaná kanadskými loděnicemi. Zásobovací loď Asterix byla do služby přijata v březnu 2018. Kanadské námořnictvo bude mít loď na 10 let v pronájmu od organizace Federal Fleet Services (FFS) a poté ji dle opce bude moci odkoupit.

## Stavba

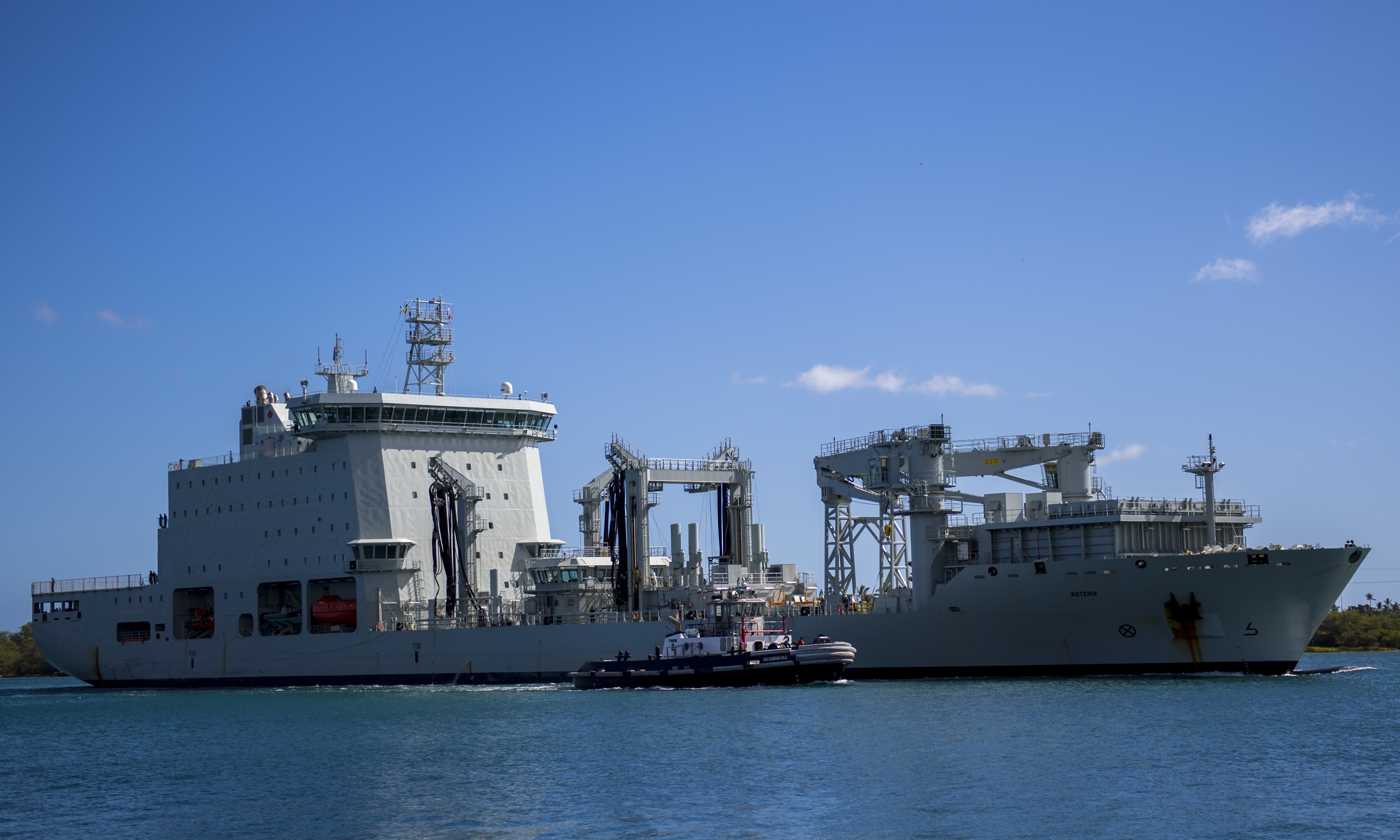
MV Asterix připlouvá do Pearl Harboru, aby se zúčastnil mezinárodního cvičení RIMPAC 2018

Kanadské námořnictvo v letech 2015-2016 vyřadilo své dva zásobovací tankery třídy Protecteur, přičemž teprve v letech 2021-2022 je nahradí dvě jednotky nové třídy Protecteur. Vzniklou mezeru ve schopnostech námořnictva (to je nuceno si cizí tankery pronajímat) bylo rozhodnuto urychleně řešit přestavbou vhodného plavidla na pomocný tanker. Společnost FFS pro tento účel zakoupila kontejnerovou loď MS Asterix, která v říjnu 2015 připlula do kanadské loděnice Chantier Davie Canada Inc (CDCI, pobočka FFS) ve městě Lévis v Québecu. Kontrakt na přestavbu v listopadu 2015 získalo konsorcium projektu Resolve, tvořené společnostmi CDCI (hlavní kontraktor), Aecon Pictou Shipyard a NavTech. Projekt přestavby vytvořily společnosti NavTech a Rolls Royce Marine. Cena přestavby je odhadována na 250-300 milionů kanadských dolarů.
Kontejnerová loď Asterix byla postavena v letech 2008–2010 německou loděnicí Nordic Yards Wismar ve Wismaru. Stavba byla zahájena 21. října 2008, dne 27. ledna 2009 byla loď spuštěna na vodu a 1. května 2010 byla uvedena do služby. Její přestavba pro vojenské účely začala roku 2016. Slavnostní první řezání oceli proběhlo dne 24. května 2016. Finské společnosti ALMACO Group byla zadána výroba nové hlavní nástavby o hmotnosti 2200 tun. Nástavba byla vyrobena ve Finsku a bude jako jeden celek usazena na upravený trup plavidla. Loděnice Davie loď spustila na vodu v říjnu 2017. Námořními zkouškami plavidlo prošlo do prosince 2017. Do služby byla loď přijata 6. března 2018 na základně v Halifaxu.

## Konstrukce

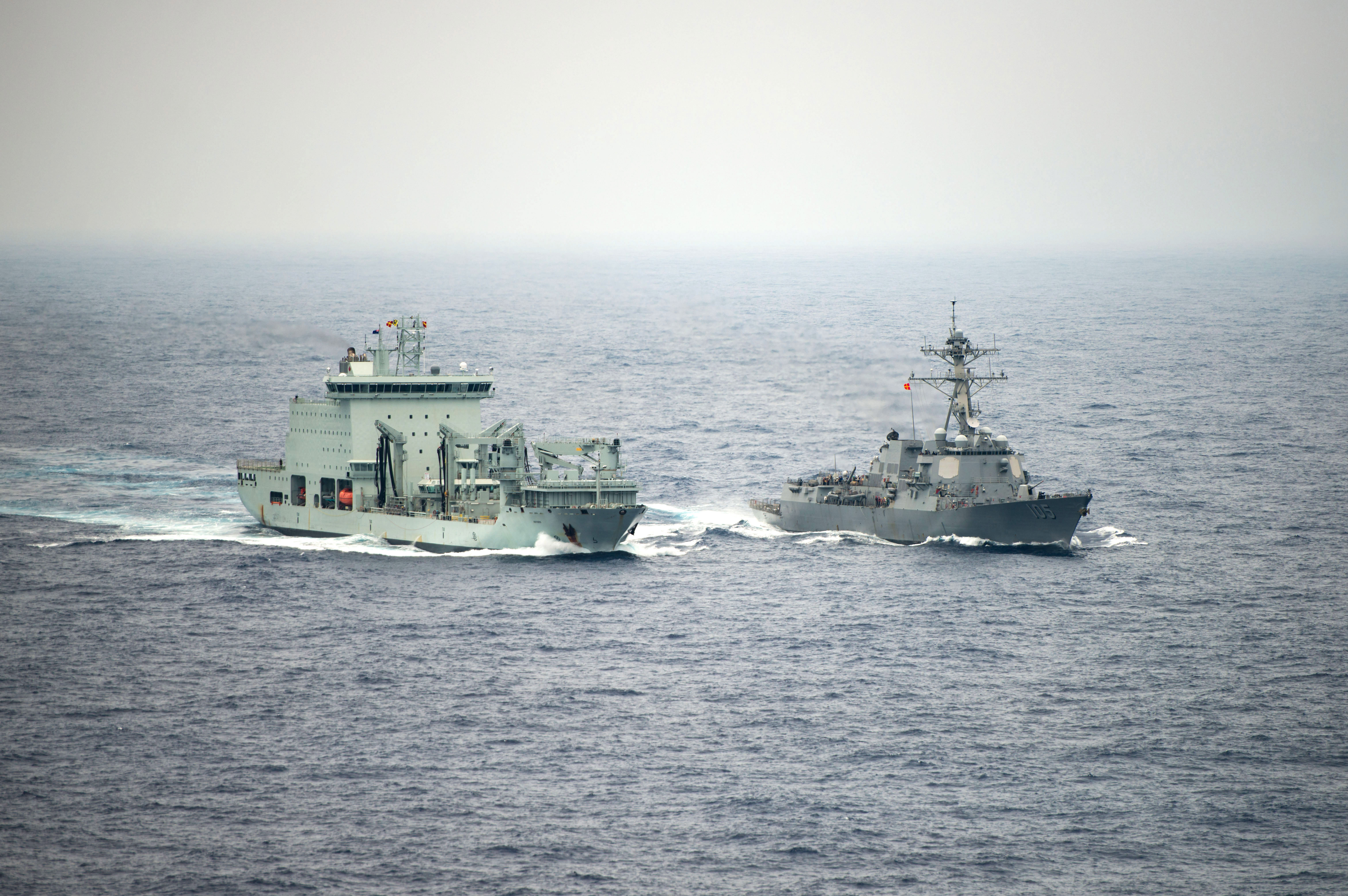
MV Asterix s americkým torpédoborcem USS Dewey (DDG-105)

Plavidlo má dvojitý trup. Pojme přibližně 7000 tun nákladu. Unese 10 500 m3 lodního paliva, 1300m3 leteckého paliva a 300 tun munice. Dále může poskytnout elektrickou energii a až 400 tun pitné vody denně. Je vybaveno palubou pro uložení vozidel a až 38 standardizovaných kontejnerů. K manipulaci s nákladem jsou využívány dva jeřáby o nosnosti 30 tun. Na každém boku se nacházejí dvě zásobovací stanice STREAM. Palubní nemocnice má kapacitu až 60 pacientů. Plavidlo je vyzbrojeno systémem Phalanx CIWS. Nese dva malé vyloďovací čluny LCVP, čtyři čluny RHIB a čtyři záchranné čluny. Na zádi je přistávací plocha a hangár pro dva vrtulníky CH-148 Cyclone. Plocha je dostatečně velká i pro provoz větších CH-47 Chinook. Pohonný systém tvoří diesely MAN B&W, pohánějící lodní šrouby s pevnými lopatkami. Nejvyšší rychlost dosahuje 20 uzlů. Dosah je 10 000 námořních mil. V přídi je umístěno dokormidlovací zařízení.